# Zona di subduzione della Cascadia

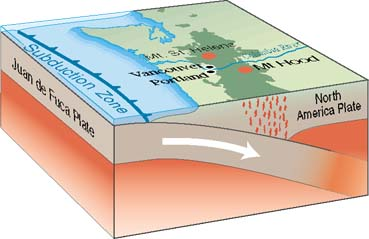
Struttura della zona di subduzione della Cascadia.

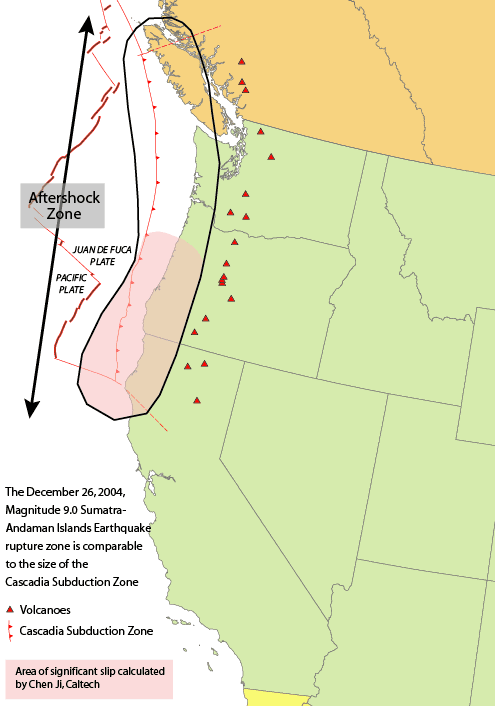
Area della zona di subduzione della Cascadia.

La zona di subduzione della Cascadia è una zona di subduzione che si allunga lungo la costa pacifica nordamericana dal Canada meridionale alla California settentrionale.

## Geologia
La zona di subduzione della Cascadia si configura come un margine convergente o distruttivo, presso il quale la crosta oceanica delle placche minori chiamate Juan de Fuca, Explorer e Gorda subducono al di sotto della più vasta placca nordamericana (crosta continentale) con una velocità di 3-4 cm all'anno.
Poco distante, alcune centinaia di chilometri ad occidente della zona di subduzione, in cui viene distrutta crosta, sorge la dorsale di Juan de Fuca, che segna il punto di divergenza fra la placca tettonica omonima e la placca pacifica.
La zona di subduzione della Cascadia si congiunge a sud con la famosa faglia di Sant'Andrea e con la faglia di Mendocino formando, al largo delle coste di capo Mendocino, la tripla giunzione di Mendocino, mentre a nord tocca la dorsale Explorer e la faglia della Regina Charlotte.
Lungo la zona di subduzione, e nelle sue vicinanze, si manifestano caratteristiche comuni ad altre zone di subduzione nel mondo:
- zona di terremoti con ipocentro profondo (centinaia di chilometri) lungo il cosiddetto piano di Benioff (ad esempio il terremoto di Olympia del 1949 e quello di Seattle e Tacoma del 1965);
- una lunga catena montuosa (Catena delle Cascate), estesa parallelamente alla linea di subduzione, con numerosi vulcani attivi attualmente o in tempi storici creati dalla risalita di magma;
- zone montagnose geologicamente giovani e molto deformate, composte da rocce di origine marina;
- zona di sedimentazione deformata nel punto in cui si incontrano le placche convergenti.

## Vulcani
Nella regione, data la sua vivacità geologica, sorgono numerosi coni vulcanici; i principale sono:
- Lassen Peak, protagonista di una violenta eruzione esplosiva nel maggio del 1915;Il monte Sant'Elena in eruzione, 1982.
- Sant'Elena, che esplose per l'ultima volta nel 1980;

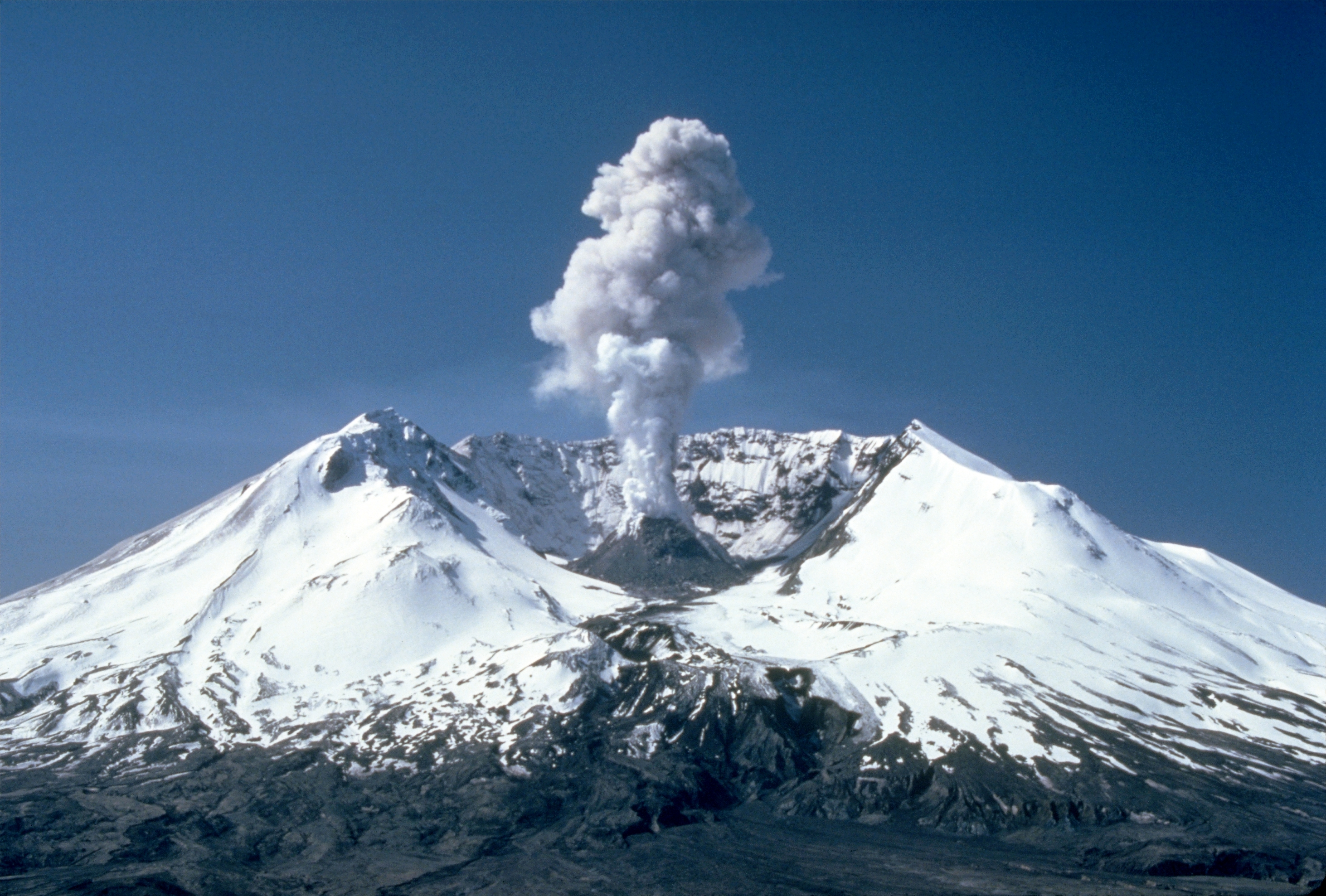
Il monte Sant'Elena in eruzione, 1982.

- Mazama, uno stratovulcano che esplose in tempi preistorici (circa 6.850 anni fa) dando successivamente origine al Crater Lake, nell'Oregon;[2]
- Rainier, imponente stratovulcano nello Stato di Washington, che eruttò per l'ultima volta nel 1894;[3]
- Shasta, nella California settentrionale, ultima eruzione risalente al 1786;
- Hood, nell'Oregon, anch'egli protagonista di una eruzione intorno al 1790;
- Three Sisters, allineamento di tre vulcani nello stato dell'Oregon, attive per l'ultima volta intorno al 50 d.C.;[4]
- Baker, nello stato di Washington, attivo per l'ultima volta intorno al 1880;[5]